# Егейські острови

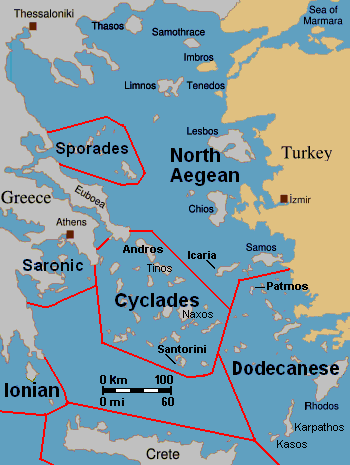
Поділ Егейських островів на групи

Егейські острови (грец. Νησιά Αιγαίου) — група островів в Егейському морі, на заході й півночі оточені материковою частиною Греції, на сході — Туреччини. Острів Крит обмежує Егейські острови на півдні.
Стародавня назва Егейського моря — архіпелаг — також поширювалась і на острови в межах Егейського моря. У сучасному вжитку архепелаг позначає будь-яку групу островів.
У сучасній географії використовується термін «Грецький архіпелаг» на позначення островів Егейського моря, що територіально належать території Грецької Республіки.

## Поділ
Майже всі острови Егейського моря належать Грецькій Республіці, бувши розмежованими серед дев'яти адміністративних периферій — номів Греції. Турецькі володіння включають Імброс (острові Гекчеада), Тенедос (Бозкада) і кілька дрібних островів поблизу західного узбережжя Туреччини.
Грецькі острови Егейського моря традиційно поділяється на сім груп з півночі на південь:
- Північно-східні Егейські острови
- Споради
- Евбея
- Саронічні острови
- Кіклади
- Додеканес
- Крит

## Периферії Греції
- Північні Егейські острови
- Південні Егейські острови